# 太宰府神社のクス

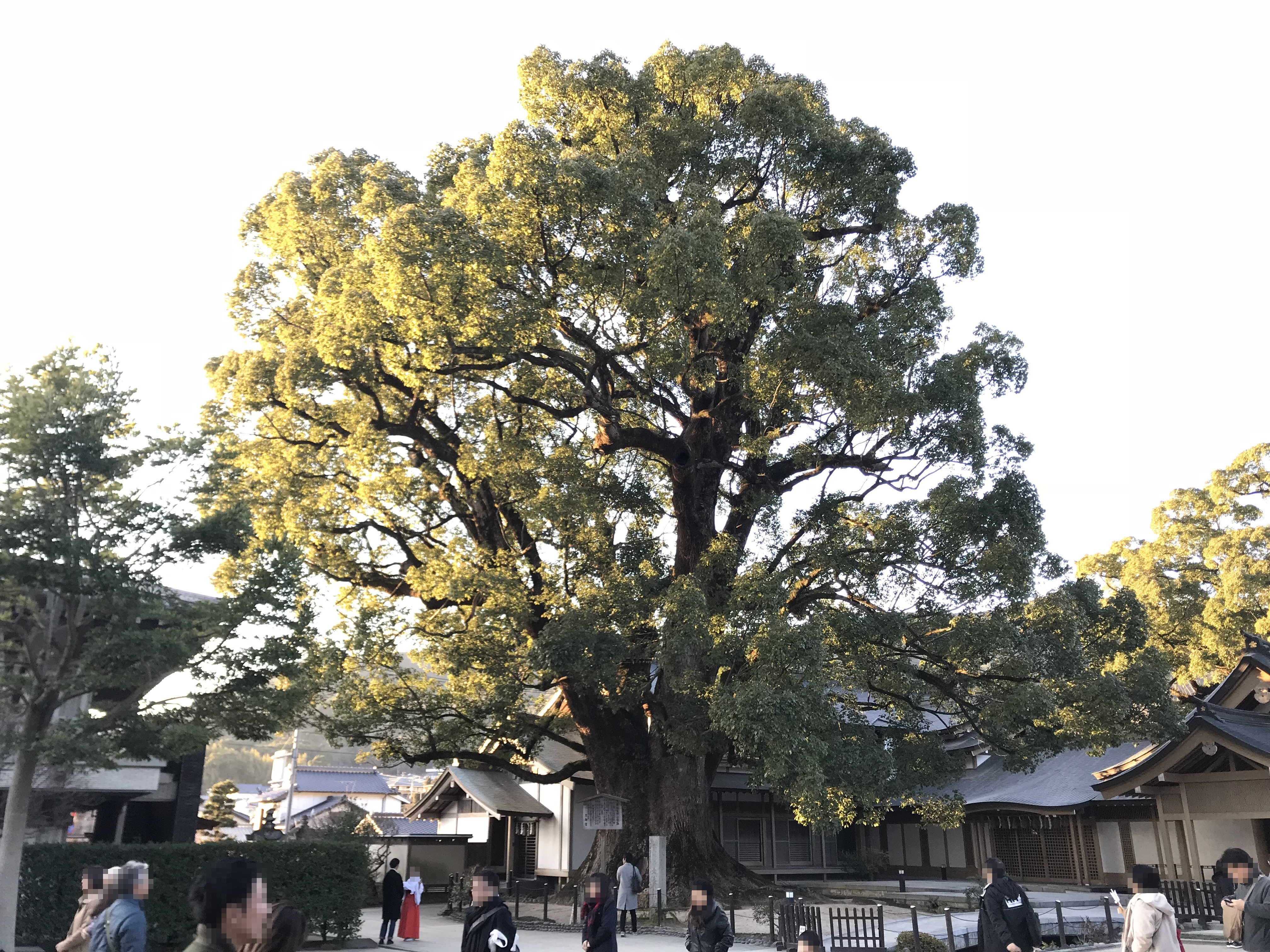
太宰府神社のクス（大楠）。2018年1月6日撮影。

太宰府神社のクス（だざいふじんじゃのクス）は、福岡県太宰府市宰府の太宰府天満宮境内にある、国の天然記念物に指定されたクスノキの巨樹である。
太宰府天満宮の境内に多数生育するクスノキ（樟）の古木巨樹群は「天神の森」の名称で福岡県の天然記念物に指定されているが、これらのクスノキの中で最大規模を誇る大樟（1本）と夫婦樟（2本）の合計3本が「太宰府神社のクス」の名称で、1922年（大正11年）3月8日に国の天然記念物に指定された。

## 解説
菅原道真ゆかりの太宰府天満宮の境内は、古くより神域として植生が保全されてきた社叢（鎮守の森）であり、福岡県内をはじめ九州各地にある他所の社寺有林同様にクスノキ（樟、楠）の巨樹古木が多数生育している。その数は50本以上、または約80本とも言われており、このうちの49本が「天神の森」として福岡県の天然記念物に指定されている。

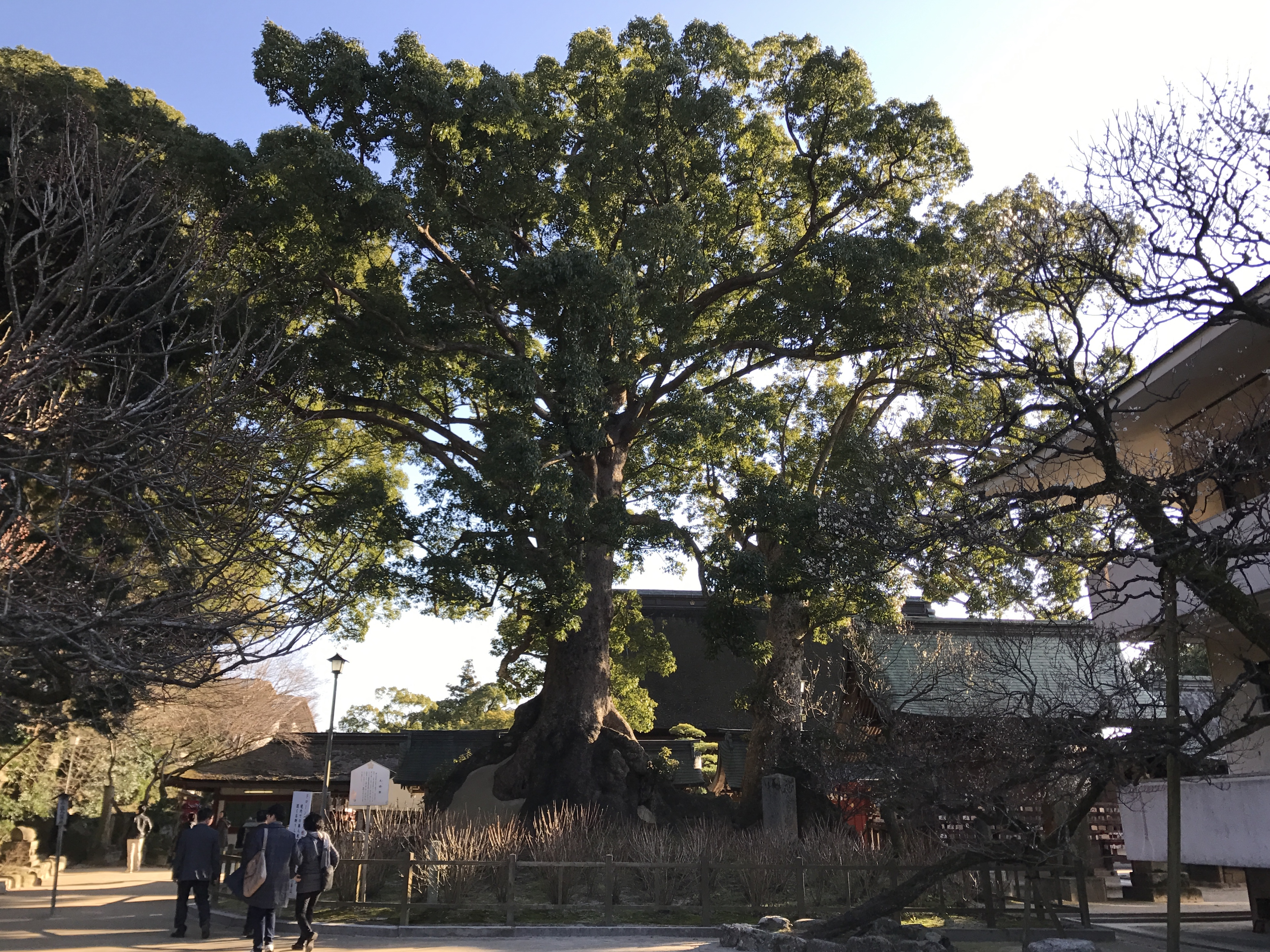
太宰府神社のクス（夫婦楠）。樹冠は重なり合い遠目には一体化して見える。2017年2月18日撮影。

これらの中で「太宰府神社のクス」として国の天然記念物に指定されたクスは3本あって、1つは「大樟（おおくす）」と呼ばれる太宰府天満宮境内最大のクスノキで、神社境内の西側にある誠心館の前にそびえている。「大樟」は高さ約28．5メートル、根回り約12．5メートル、目通り周囲は11.7メートルという巨樹で、クスノキの古木によく見られるように基部は空洞になっている。地上3メートル付近から3本の枝に分かれて直上しており、枝張りは東西南北とも、それぞれ約30メートルにおよぶ。推定される樹齢は少なくとも1000年以上と考えられるが、資料によっては1500年以上、伝承によれば2000年とも言われている。
国の天然記念物に指定された他の2本は本殿の後ろ側にある「夫婦樟（めおとくす）」と呼ばれる2本のクスノキで、石積みの囲いの中に2本並んで生育している。この2本は根本付近で互いに癒着し一体化しているため、一つの株として捉えられることもあり、文献資料によっては「夫婦樟の1株と大樟の1株」の、合わせて2株を国の天然記念物としているものもある。夫婦樟の大きい方は、高さ約17.1メートル、目通り周囲10.6メートル、高い位置までツタが絡み合っている。小さい方の樹高は低く、目通り周囲も約4.4メートルと細く、社殿側の枝張りはあまりよくなく、やや樹勢が衰えている。夫婦樟は根本付近で癒着しているだけでなく、青々と茂った樹冠が寄り添うように重なり合い、枝や梢が大きく広がって一体化している。
クスノキは暖帯から亜熱帯にかけて分布する常緑の高木で、シイノキやキンモクセイ、アコウといった国の天然記念物に指定された常緑広葉樹の樹種の中でも、クスノキの指定件数は31件と圧倒的に多い。そのうち本州では千葉県・静岡県・愛知県・大阪府・山口県に計7件、四国では香川県を除く3県に計4件、九州では長崎県を除く6県に18件と、クスノキの国指定の天然記念物は九州地方に多く存在しており、日本国内でも南の方に分布の中心がある。
芳香が強いクスノキは、飛鳥時代頃までは仏像の材として使用されたといい、ジャワやインドなどより伝来した南方の香木 (ビャクダンなど)から造られた仏像を日本国内で模して造るため、国産の香木ともいえるクスノキが好まれて使用されていたという。また、生育に適した九州などの暖地では、樟脳をとるようになった頃よりクスノキの植栽が盛んになり、特に神社仏閣等の社寺林では樹齢1000年を超えるような巨樹老木が多数あるなど、主に中部地方以西の西日本でクスノキは神社仏閣境内の主要な樹種であり、古くから人々に親しまれた身近な存在である。
太宰府天満宮の境内も、国や県の天然記念物に指定されたクスノキだけでなく、多数のクスノキが生い茂り、4月中旬から5月下旬にかけて一斉に若葉を付けて、境内一帯はクスノキの発する清々しい香りに満たされるため、新緑のこの時期の太宰府天満宮が一番好きだという参拝客が多いという。

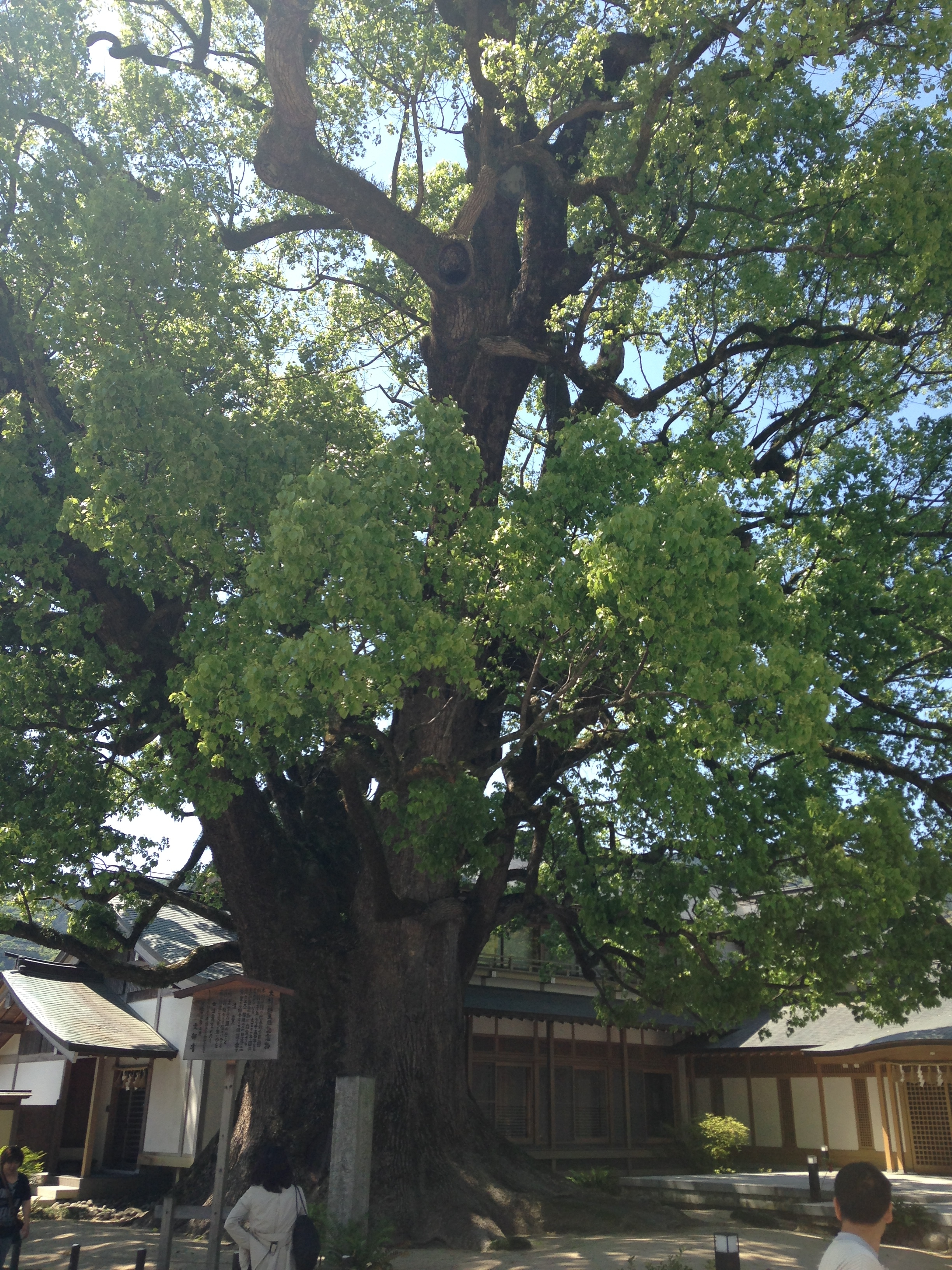
大樟の下部。
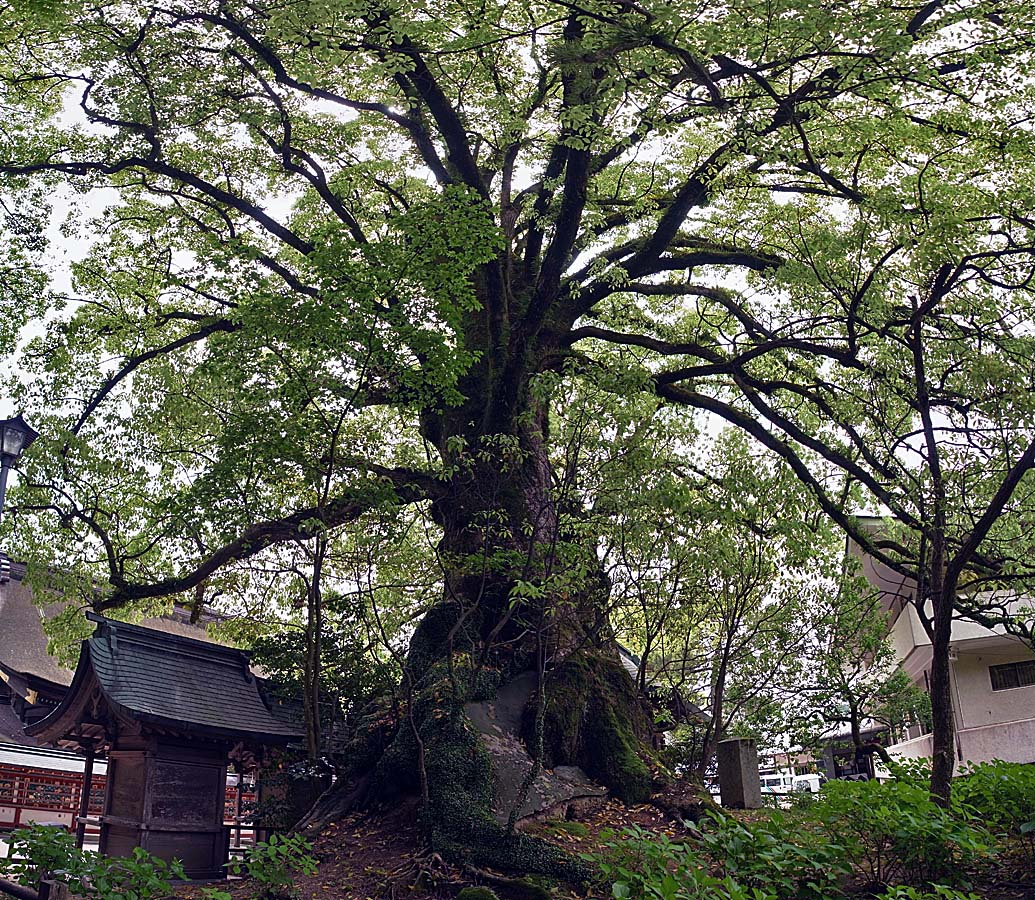
夫婦樟の大きい方。
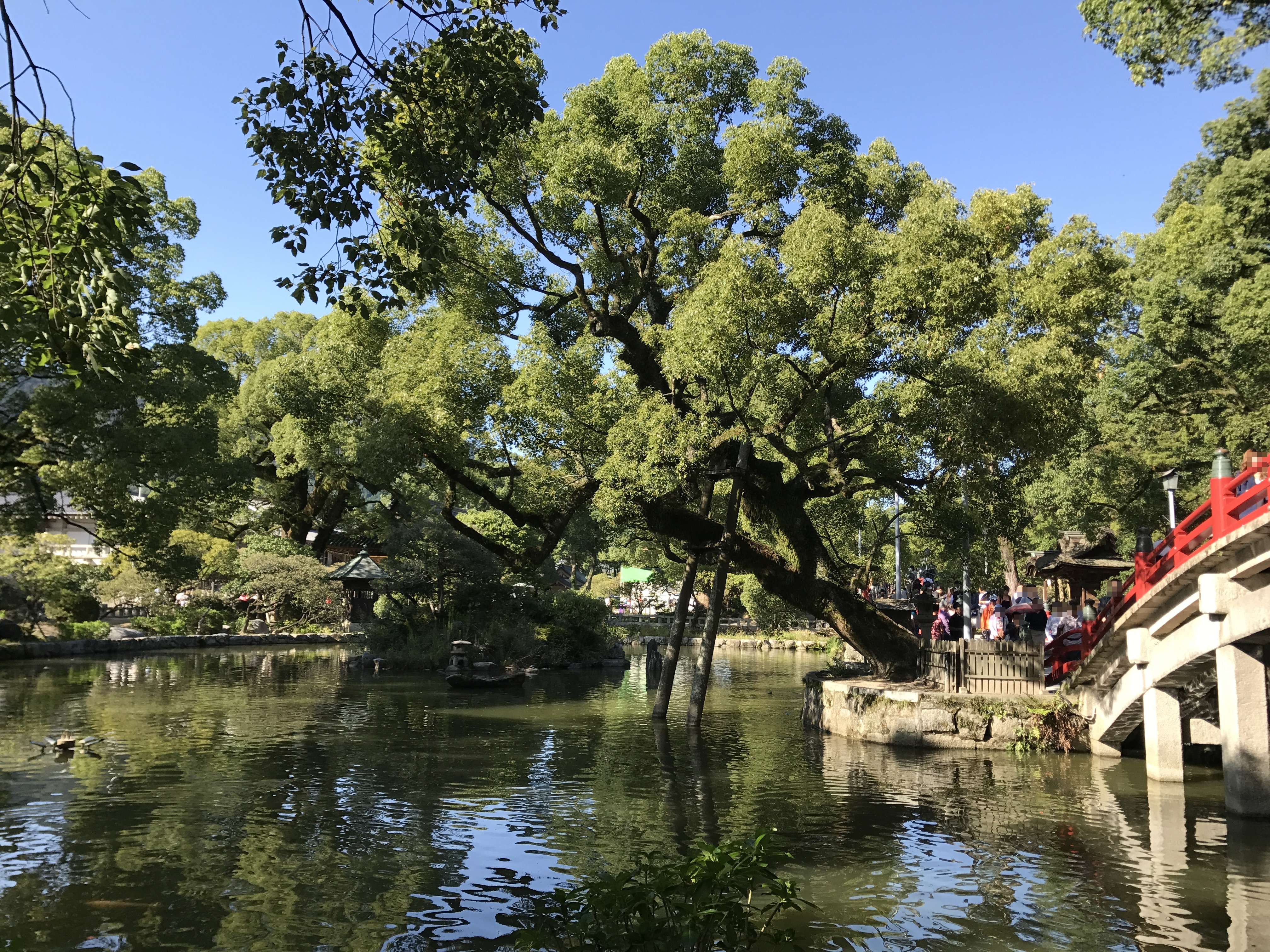
境内は多数のクスノキが生育する。画像は心字池を覆うクスノキの巨木。

## 交通アクセス
所在地
- 福岡県太宰府市宰府4-7-1[8]。

交通
- 西日本鉄道太宰府線太宰府駅下車。徒歩5分[12]
- 九州自動車道太宰府インターチェンジから15分[13]。
- 九州自動車道筑紫野インターチェンジから20分[13]